# Uitonsaari (ö i Norra Savolax)
Uitonsaari är en ö i Finland. Den ligger i sjön Tuusjärvi och i kommunen Tuusniemi i den ekonomiska regionen  Nordöstra Savolax ekonomiska region  och landskapet Norra Savolax, i den centrala delen av landet, 300 km nordost om huvudstaden Helsingfors. Öns area är 6,6 hektar och dess största längd är 0,5 kilometer i öst-västlig riktning.